# LaLaLa
LaLaLa（ラララ）は、吉本興業に所属していたお笑いコンビ。1992年結成、1999年8月解散。

## メンバー
大北 貴洋（おおきた たかひろ、1973年8月17日 - ）
ボケ、ネタ作り担当。大阪府岸和田市出身。大阪府立和泉高等学校卒業。大阪NSC11期生。
コンビ解散後二人は音信不通になったが、2007年1月31日放送の『ジャイケルマクソン』に出演した。これは陣内智則芸能生活14周年大感謝祭という企画によるもの（二人はNSC時代の同期である）。陣内とは大北の芸人引退後も親交が深い。
田村 憲司（たむら けんじ、1973年5月4日 - ）
ツッコミ担当。大阪府阪南市出身。大阪NSC11期生。
コンビ解散後は、ピン芸人として活動している。詳しくはたむらけんじを参照。

## 概要
心斎橋筋2丁目劇場を拠点として活動していた。共に大阪府立和泉高等学校の卒業生である。高校生の時からコンビを組んで、文化祭などに出ていた。「ラ・ラ・ラ」とも表記されていた。2丁目時代は女子高生などに人気があった。

## エピソード
- 「爆笑BOOING」（関西テレビ）で5週勝ち抜きV5チャンピオンになり、第5回グランドチャンピオン大会では「キダタロー賞」を受賞。（優勝はのイズ）。
- 大北は大阪キャミソウルの番組内で田村が結婚している事を暴露する。その後、オールザッツ漫才で東野幸治に生放送で結婚をしている事を暴露されてしまう。番組でのネタ中、大北が「給料10万で結婚すな!」と言うと、田村は「子供できてしもたんやもん…」と弁解し、その後「風太～！！」と子供の名前を絶叫してネタを終えた。
- 大北は結婚しパチンコ機器会社に勤めている。

## 出演

### テレビ
- オールザッツ漫才（毎日放送）1993年～1998年
- 笑いの剣 （朝日放送）
- すんげー!Best10（朝日放送）
- PUSH!（朝日放送）
- 爆笑BOOING（関西テレビ）5週勝ち抜きチャンピオン、キダタロー賞受賞。
- 超爆笑BOOING（関西テレビ）
- 楽珍!スポーツ共和国 (TBSテレビ) 1994年10月26日
- 吉本超合金 （テレビ大阪）
- 大阪キャミソウル （テレビ大阪）※メイン司会
- チラリダスIII世　（テレビ大阪）
- 第16回ABCお笑い新人グランプリ（朝日放送、1995年1月16日/関西ローカル「ABCホリデーワイド」）
- 第17回ABCお笑い新人グランプリ（朝日放送、1996年1月15日/関西ローカル「ABCホリデーワイド」）

### CD
- 2　サンパチ WA CHA CHA 1999/3/1 ※漫才CD

### ビデオ
- 吉本ギャグ200メガトン 天下分け目のギャグ戦争 （東映）1996/02/21
- 豚ジャリズム （ビクターエンタテインメント ）1997/09/22 ※田村のみ出演
- はビデ Vol.2 （メディアファクトリー ）1998/09/18
- はビデ Vol.3 （メディアファクトリー ）1998/11/21
- チョー限定ビデオ ベタっと、吉本若手マニュアル #2　NOW ON SALE!! '98-'99 （ハピネット・ピクチャーズ）1999/12/18 ※田村のみ